# Clathria canaliculata
Clathria canaliculata är en svampdjursart som först beskrevs av Thomas Whitelegge 1906.  Clathria canaliculata ingår i släktet Clathria och familjen Microcionidae. Inga underarter finns listade i Catalogue of Life.